# ボスニア・ヘルツェゴビナ人民解放国家反ファシスト委員会
ボスニア・ヘルツェゴビナ人民解放国家反ファシスト委員会（ボスニア語・セルビア語・クロアチア語:Zemaljsko antifašističko vijeće narodnog oslobođenja Bosne i Hercegovine / Земаљско антифашистичко вијеће народног ослобођења Босне и Херцеговине; ZAVNOBiH / ЗАВНОБиХ）は、第二次世界大戦時のボスニア・ヘルツェゴビナにおける反ファシスト運動の最高執行機関として設立された。その委員長はヴォイスラヴ・ケツマノヴィッチ（Vojislav Kecmanović）である。
ZAVNOBiHは、1943年11月25日にムルコニチ・グラード（Mrkonjić Grad）にて第1回の会合が開かれ、第二次世界大戦の後は連邦制とする予定のユーゴスラビアの構成国としてのボスニア・ヘルツェゴビナの樹立が決定された。第2回の会合は1944年6月30日にサンスキ・モスト（Sanski Most）で行われた。最後の会合は1945年4月26日にサラエヴォで行われ、ボスニア・ヘルツェゴビナ人民共和国の正式な政府が樹立された。